# Abner Shimony
Abner Eliezer Shimony (* 10. März 1928 in Columbus (Ohio); † 8. August 2015 in New Haven (Connecticut)) war ein US-amerikanischer Physiker und Wissenschaftsphilosoph, der sich mit den Grundlagen der Quantentheorie beschäftigte.

## Leben
Shimony studierte bis 1948 Mathematik und Philosophie an der Yale University und ging anschließend zu Rudolf Carnap an die University of Chicago, um sich auf dem Gebiet der Wissenschaftsphilosophie weiterzubilden. Zurückgekehrt an die Yale University erhielt er 1953 den akademischen Grad PhD mit einer von Carnap betreuten Arbeit. Danach leistete er seinen Militärdienst und ging 1955 an die Princeton University, wo er unter Anleitung des späteren Nobelpreisträgers für Physik Eugene Wigner einen zweiten Doktortitel mit der Arbeit Regression and Response in Thermodynamic Systems erwarb. Von 1959 bis 1968 lehrte er Wissenschaftsphilosophie am MIT in Cambridge (Massachusetts). Ab 1968 war er Professor in den Departments of Philosophy and Physics der Boston University. Seine 26 Jahre andauernde Tätigkeit dort wurde nur durch verschiedene Gastaufenthalte an europäischen Forschungseinrichtungen unterbrochen.
Ausgehend vom Einstein-Podolsky-Rosen-Paradoxon beschäftigte sich Shimony in einer Vielzahl physikalischer und philosophischer Arbeiten mit den grundlegenden Annahmen der Quantenmechanik, speziell mit der Gültigkeit der Bellschen Ungleichung und deren Verallgemeinerung (CHSH-Ungleichung mit John Clauser, Michael Horne, Richard A. Holt). Dabei bezog er neue Erkenntnisse quantenmechanischer Experimente, so zum GHZ-Experiment, in seine philosophischen Betrachtungen ein.
1998 wurde Shimony Fellow der American Physical Society. Seit 1985 war er Mitglied der American Academy of Arts and Sciences. 1996 erhielt er den Lakatos Award für sein 1993 erschienenes zweibändiges Werk The Search for a Naturalistic World View.

## Schriften (Auswahl)
- Abner Shimony: The Search for a Naturalistic World View. Volume I: Scientific Method and Epistemology. Cambridge University Press, Cambridge 1993, ISBN 978-0-521-37744-7 (englisch).
- Abner Shimony: The Search for a Naturalistic World View. Volume II: Natural Science and Metaphysics. Cambridge University Press, Cambridge 1993, ISBN 978-0-521-37745-4 (englisch).
- Abner Shimony: Bell’s Theorem. In: Stanford Encyclopedia of Philosophy. Stanford University, 2013, abgerufen am 5. Juli 2016 (englisch).
- Abner Shimony: Der Kampf um den verlorenen Tag. Eine Geschichte aus der Renaissance. Springer, 1998 (Erzählung um die Kalenderreform).